# Міокард

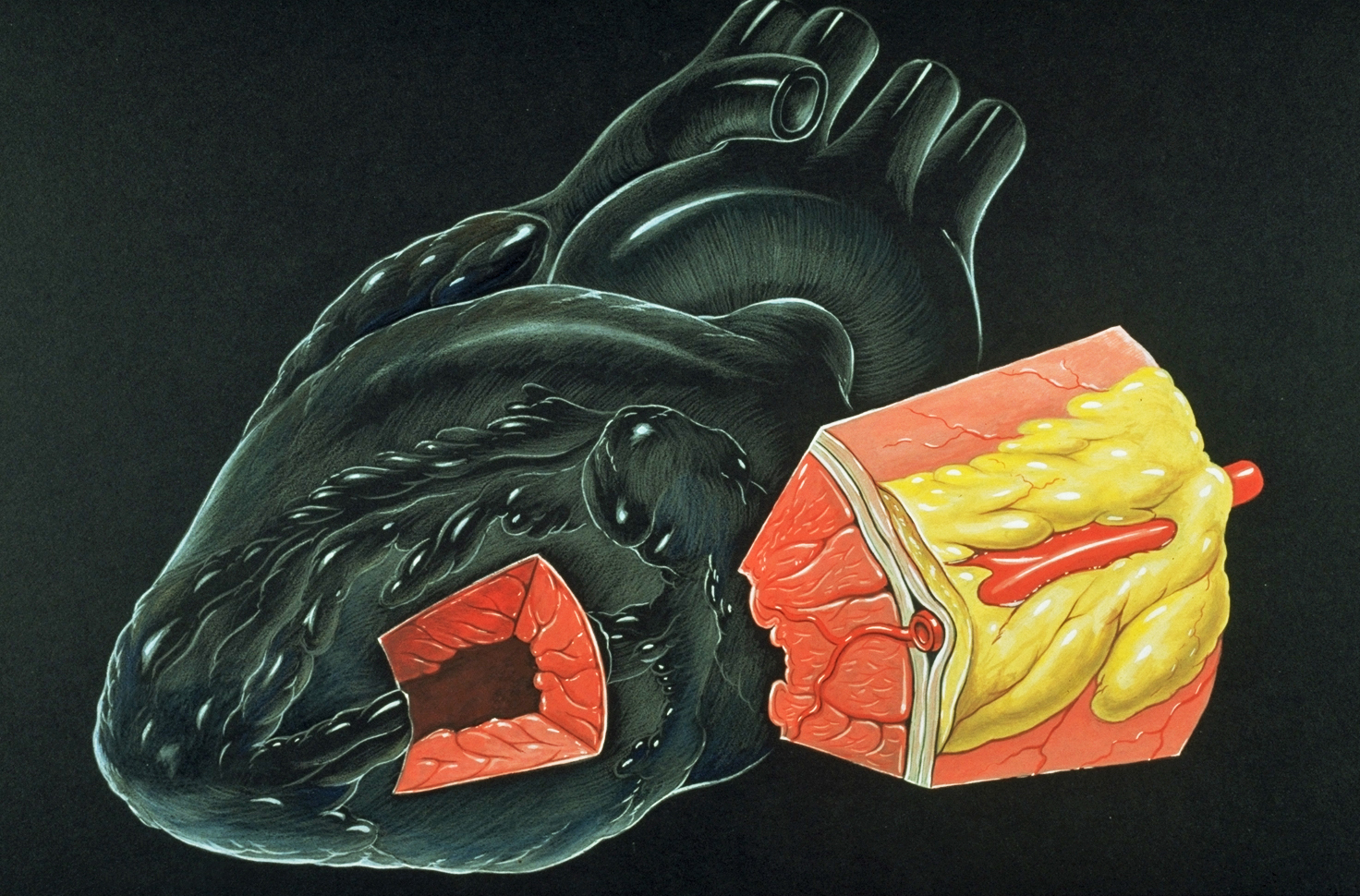
Міокард

Міока́рд (лат. myocardium, від грец. μυος — м'яз, καρδιά — серце) — це м'яз особливої будови, що має властивості як посмугованого так і непосмугованого.
Серцевий м'яз (міокард), що є основним конструктивним елементом серця як органа, побудований із посмугованої м'язової тканини (елементів гладких м'язів) і суттєво відрізняється від посмугованої скелетної м'язової тканини. Серцева м'язова тканина подібна до скелетної м'язової тканини лише за ознакою поперечної посмугованості, яка представлена чергуванням темних і світлих проміжків. На відміну від скелетної м'язової тканини, серцева м'язова тканина побудована із клітин — кардіоміоцитів. Основною функціональною особливістю даної тканини є здатність до спонтанних ритмічних скорочень.
Кардіоміоцити – клітини майже прямокутної форми. У центральній частині міоцита розміщується 1-2 ядра овальної або видовженої форми. Міофібрили займають периферійну частину цитоплазми. Характерною морфологічною ознакою серцевого м’яза є контакти двох сусідніх міоцитів. Межі з’єднаних кінець-у-кінець кардіоміоцитів утворюють вставний диск.
Для серцевої м’язової тканини характерна велика кількість мітохондрій, що розташовуються біля ядра. З цим пов’язана здатність серця до безперервної діяльності, оскільки мітохондрії – носії великої кількості ферментів, що беруть участь в окисно-відновних процесах.

## Джерело
- Серце. Ендокард. Міокард. Будова серця. [Архівовано 8 березня 2014 у Wayback Machine.]